# Castillo de Sallent (Pinell)
El castillo de Sallent es una torre de vigía que se encuentra en el núcleo de Sallent, en el municipio de Pinell de la comarca del Solsonés.
Construida en los siglos XI-XII en la línea fronteriza entre las tierras de la Cataluña vieja y las de los sarracenos, era de forma cilíndrica con la misma anchura en la base que en la cúspide. Actualmente está en ruinas y solo se mantiene en pie la mitad septentrional y aún sin llegar a su máxima altura.
Esta torre fue declarada Bien Cultural de Interés Nacional mediante decreto publicado en el BOE el 5 de mayo de 1949.
Aunque no se ha encontrado documentación que así lo acredite, es plausible que la antigua casa señorial de Sallent (actualmente conocida como la rectoría de Sallent), estudiada la firmeza de su construcción, también pueda ser considerada como parte del castillo de Sallent.

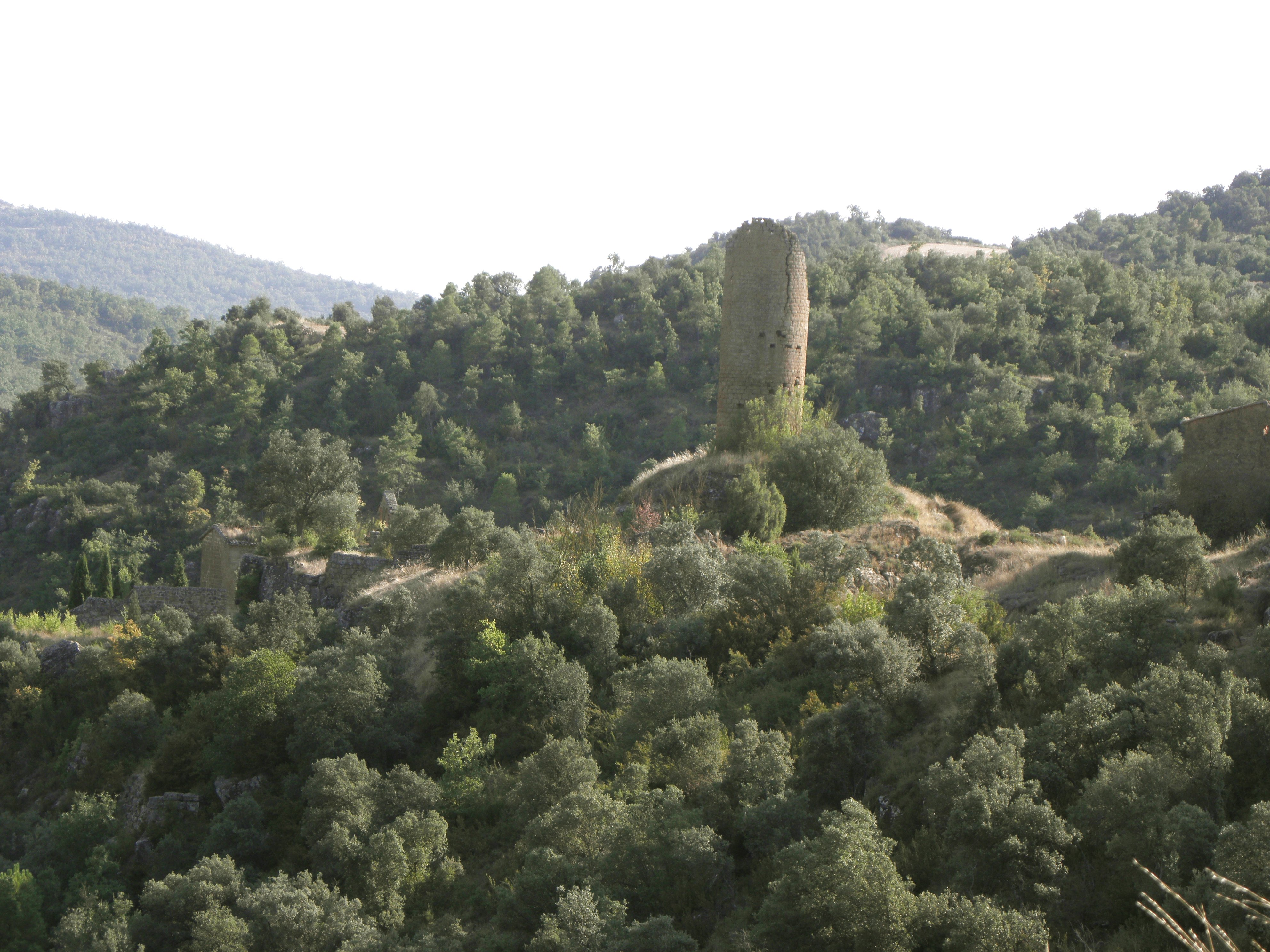
La Torre desde el norte.
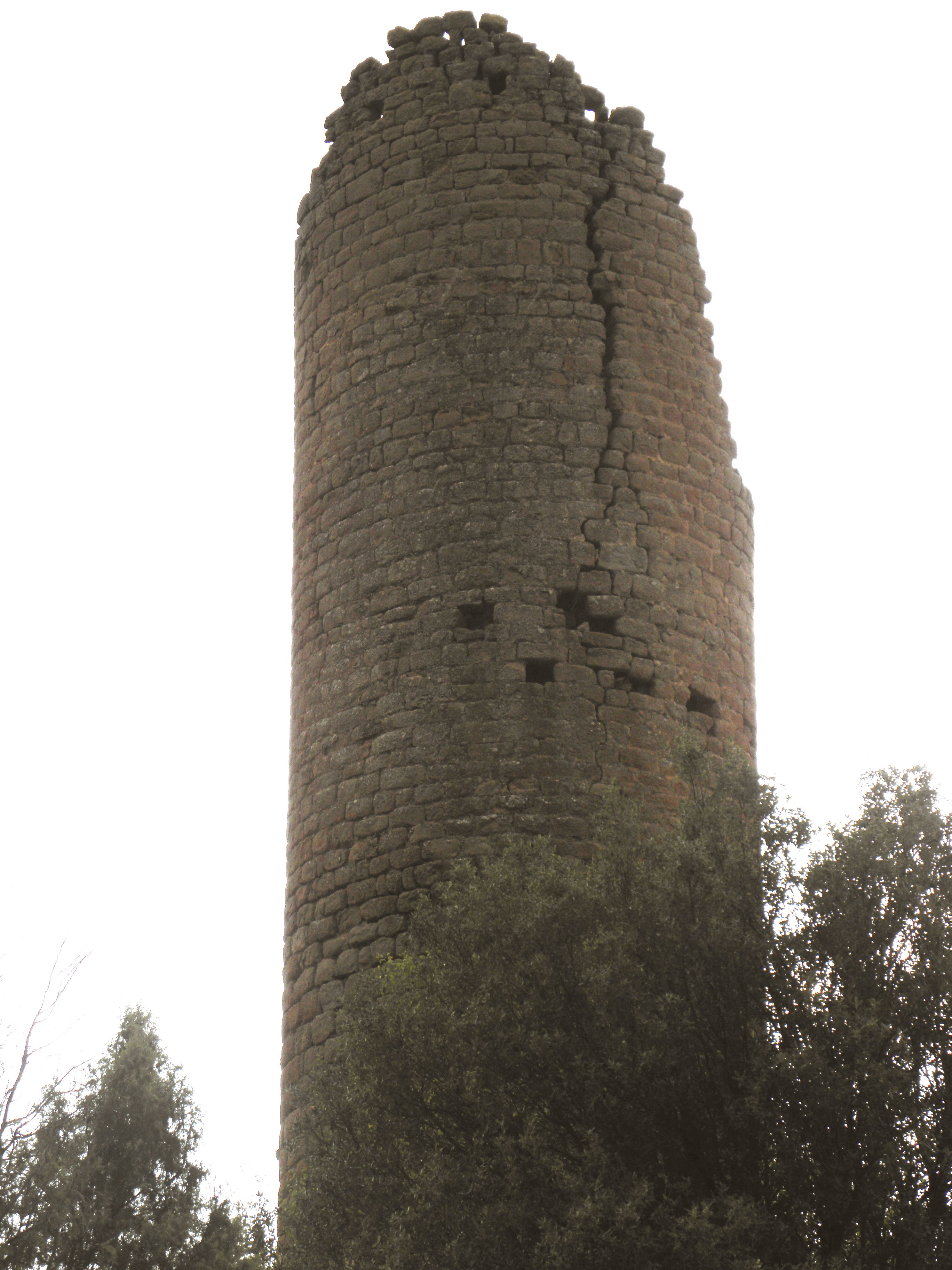
Primer plano de la torre.
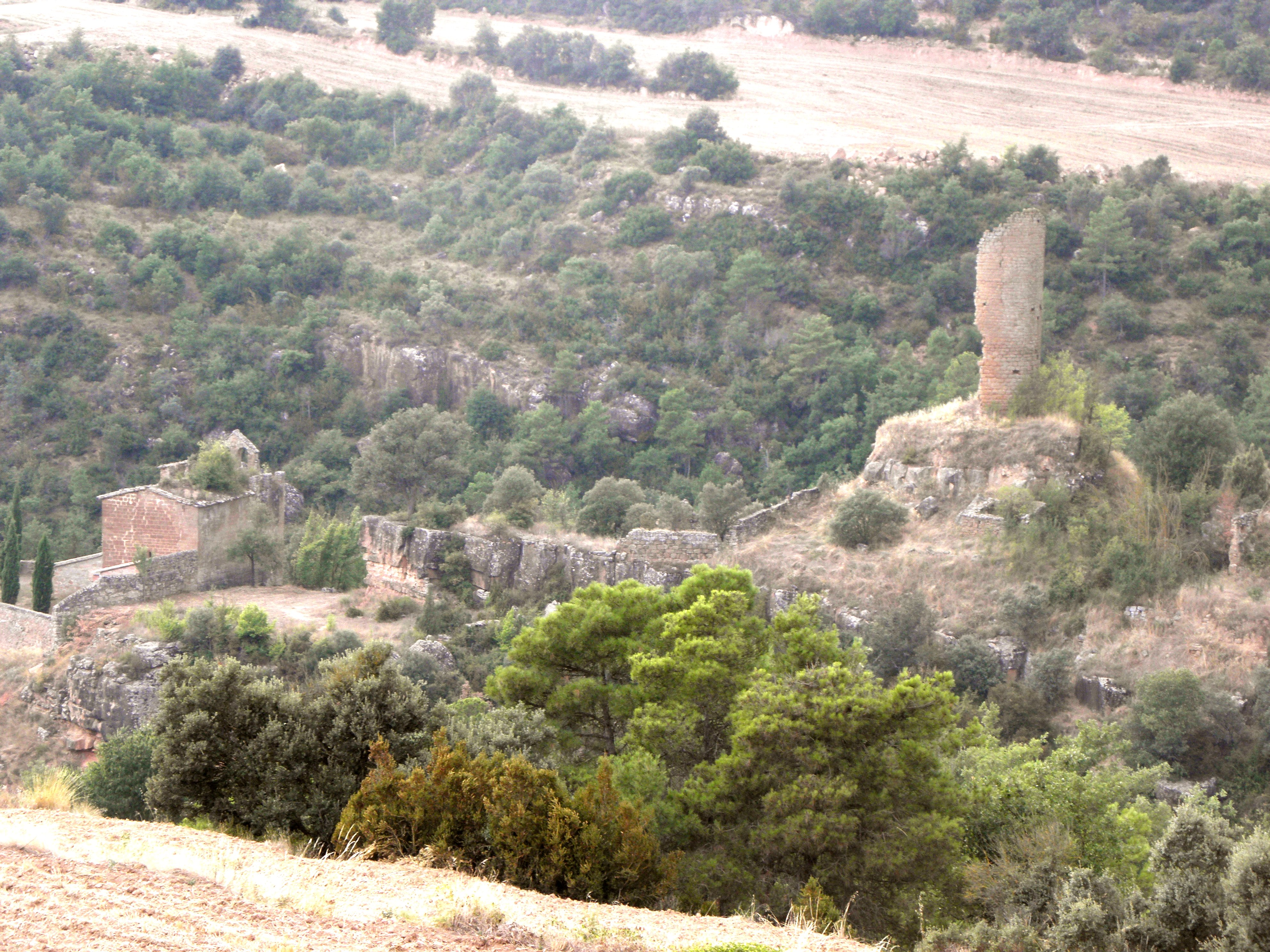
La iglesia vieja de San Jaime y la torre desde el norte.